# Helpringham
Helpringham est une paroisse civile et un village du Lincolnshire, en Angleterre.